# 포르포빌리노젠
포르포빌리노젠(영어: porphobilinogen, PBG)은 헤모글로빈, 엽록소와 같은 중요한 물질을 포함하는 중요한 물질들의 그룹인 포르피린의 생합성 과정에서의 대사 중간생성물로서 생물체 내에서 생성되는 유기 화합물이다.
포르포빌리노젠 분자의 구조는 고리의 2번, 3번 및 4번 위치의 수소 원자가 각각 아미노메틸기(−CH2−NH2), 아세틸기(−CH2COOH), 프로피오닐기(−CH2CH2COOH)로 치환된 곁사슬(1번은 질소 원자임)을 갖는 피롤 분자로 기술할 수 있다.

## 생합성
포르피린 생합성 경로의 첫 번째 단계는 δ-아미노레불린산이 포르포빌리노젠 생성효소에 의해 포르포빌리노젠으로 전환되는 과정이다.
|  |

## 물질대사
전형적인 포르피린 생합성 경로에서 4분자의 포르포빌리노젠은 포르포빌리노젠 탈아미노효소에 의해 피롤 고리(질소 원자에 인접한)의 2번 탄소 및 5번 탄소가 연결되어 하이드록시메틸빌레인으로 전환된다.

## 병리학
급성 간헐성 포르피린증은 소변에서 포르포빌리노젠의 증가를 유발한다.

## 같이 보기
- 하이드록시메틸빌레인